# Адашевське сільське поселення
Ада́шевське сільське поселення (рос. Адашевское сельское поселение) — муніципальне утворення у складі Кадошкінського району Мордовії, Росія. Адміністративний центр та єдиний населений пункт — село Адашево.

## Населення
Населення — 435 осіб (2019, 651 у 2010, 783 у 2002).